# Dachsteuer
Die Dachsteuer war eine Form der Vermögensteuer, deren Höhe auf der Grundlage der Dachfläche berechnet wurde. Diese Steuer ist zum Beispiel aus dem antiken Rom, aus der habsburgischen Donaumonarchie und aus Irland bekannt. In Österreich wurde diese Steuerform mehrmals eingeführt, etwa zu Ende des 18. Jahrhunderts durch Kaiser Joseph II. Eine andere Variante war das 1572 zur Finanzierung der Türkenkriege eingeführte Rauchfanggeld.
In Österreich wurden daher viele Burgen und andere weniger intensiv genutzte Gebäude abgedeckt und aufgegeben, um Geld zu sparen. „Die Folge der unüberlegten Dachsteuer war, dass die Besitzer nicht mehr benötigter Gebäude einfach die Dächer abtragen ließen und zahlreiche weitläufige Adelsburgen zu Ruinen verkamen“. Dies war zum Beispiel bei der Burgruine Rauhenstein nahe Baden bei Wien, der Burgruine Glanegg in Kärnten, der Ruine Altschielleiten, der Burg Klaus sowie dem ehemaligen Schloss Zagging der Fall. Bei der Burg Gallenstein wurde zudem das Kupferdach abgedeckt und an einen Kupferschmied verkauft. Einen Spezialfall bildet die Burg Deutschlandsberg: Hier wurde der älteste Turm der Burg, der sogenannte „Polygonalturm“, der sich hinter dem Wohnturm befand, sogar gesprengt, um Steuern sparen zu können. 